# Giovanni da Verrazzano
Giovanni da Verrazzano (a menudo escrito Verrazano) (Val di Greve, 1485-Antillas, 1528) fue un navegante y explorador toscano que, al servicio de Francisco I de Francia, exploró la costa atlántica de Norteamérica en busca de un paso por el noreste hacia la India. Es conocido por ser uno de los primeros europeos en explorar la costa atlántica de América del Norte entre las Carolinas (sur y norte) y Terranova, incluyendo según algunos estudios el actual puerto de Nueva York, la bahía de Narragansett y el río Hudson. En 1527 Verrazzano partió hacia Brasil en una nueva expedición, en la que murió al año siguiente.
El puente Verrazano Narrows —en la apertura del puerto de Nueva York— y un buque de guerra de la marina italiana —un destructor de la clase Navigatori— conmemoran sus descubrimientos.

## Orígenes

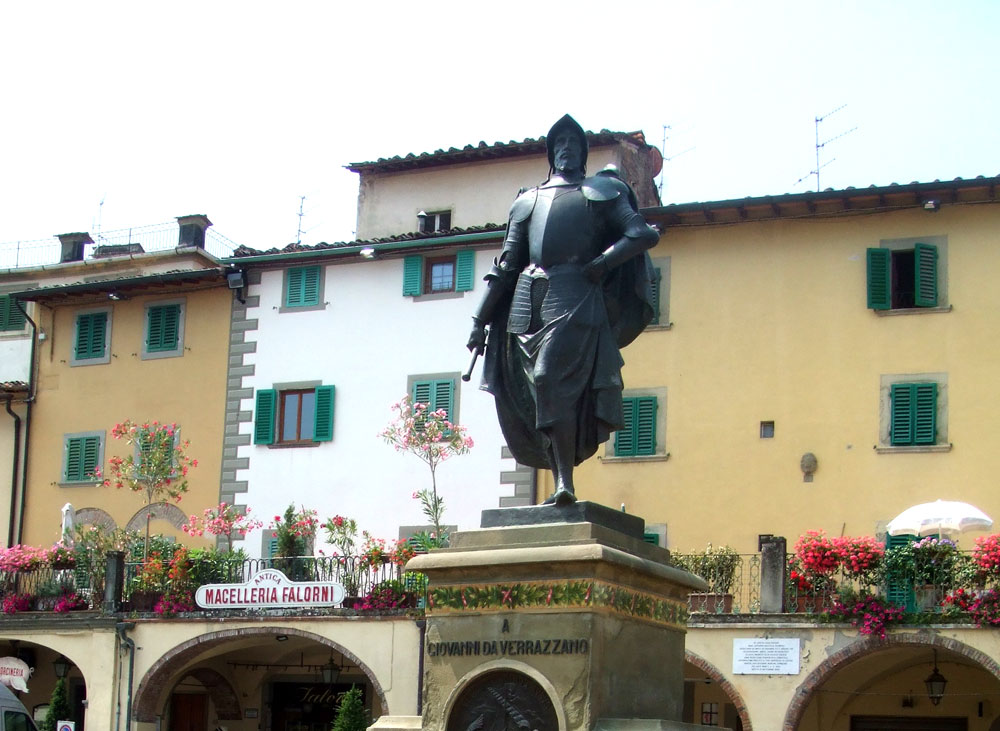
Estatua de Verrazzano en su ciudad natal, Val di Greve (ahora llamada Greve in Chianti)

Giovanni da Verrazano nació en Val di Greve, una pequeña localidad al sur de Florencia. A pesar de que dejó una detallada descripción de sus viajes a América del Norte, poco se sabe sobre su vida. Después de 1506, se estableció en el puerto del Canal de la Mancha de Dieppe, en Francia, donde comenzó su carrera como navegante.
En 1508, probablemente en compañía del capitán Thomas Aubert, se embarcó para la costa americana en un barco llamado La Pensée, equipado por el armador Jean Ango (1480–1551). Exploró, posiblemente durante un viaje de pesca, la región de Terranova y la desembocadura del río San Lorenzo, en el actual Canadá, y también realizó numerosos viajes al Mediterráneo oriental. En 1523, fue autorizado por el rey Francisco I de Francia a explorar la zona entre Florida y Terranova, a fin de encontrar una ruta marítima hasta el océano Pacífico.

## Viajes a América

### Primer viaje
Con una carraca de tres palos, La Dauphine, pilotada por Antoine de Conflans, zarpó desde la isla Deserta Grande (Archipiélago de Madeira) el 17 de enero de 1524. 
Se acercaron a la zona de Cape Fear («cabo del Miedo») hacia el 1 de marzo de 1524 y, tras una breve estancia, exploraron la costa más al norte aún, llegando hasta la moderna Carolina del Norte y al lagoon del Pamlico Sound.[cita requerida] En una carta dirigida a Francisco I, escribió que estaba convencido de que este último era el comienzo del océano Pacífico, de lo que podría ser un acceso hacia China. A raíz de este informe, muchos mapas de la época mostraron erróneamente un estrecho y una gran extensión marina en lo que hoy es el interior de los Estados Unidos.
También entró en contacto con nativos americanos que vivían en la costa. Durante el viaje hacia el norte, no vio las entradas de la bahía de Chesapeake ni del río Delaware. En abril de 1524 llegó a lo que los historiadores actuales identifican con la bahía de Nueva York, donde encontró algunos lenape y observó lo que él consideró un gran lago, que era de hecho la entrada del río Hudson. Describió el área como "un lugar agradable". Se cree que fue la primera vez que un europeo vio la isla de Manhattan.
Luego pasó por Long Island y entró en la bahía de Narragansett, donde recibió una delegación de los wampanoag. Las palabras «Norman villa» se encuentran en el mapa Maggiolo.[cita requerida] El historiador Samuel Eliot Morison escribió: «Esto ocurrió en Angouleme (Nueva York) más que en Refugio (Newport). Fue probablemente, con la intención de cumplimentar a uno de los amigos nobles de Verrazzano. Hay dos lugares llamados Normanville en Francia, uno cerca de Evreux, en Normandía que, naturalmente, sería la misma. Al oeste del misma, conjeturalmente en la costa de Delaware o de Nueva Jersey, está Longa Villa, que Verrazzano sin duda nombró por François d'Orleans, duque de Longueville». Permaneció allí durante dos semanas, y luego se trasladó hacia el norte, siguiendo la costa hasta el moderno Maine, sureste de Nueva Escocia y Terranova, tras lo cual regresó a Francia el 8 de julio de 1524.
Verrazzano nombró la región que exploró como Francesca en honor del rey de Francia, pero su hermano rotuló el mapa como Nova Gallia.

### Segundo viaje
Verrazzano organizó un segundo viaje con el apoyo financiero de Jean Ango y Philippe de Chabot (c. 1492-1543), que partió con cuatro barcos de Dieppe en la primavera de 1527. Una nave quedó separada de las otras en una tormenta cerca de las islas de Cabo Verde, pero Verrazzano logró llegar a la costa de Brasil con dos barcos y consiguió un cargamento de palo brasil antes de regresar a Dieppe, en septiembre. El tercer barco, con un cargamento también de palo de brasil, regresó más tarde.

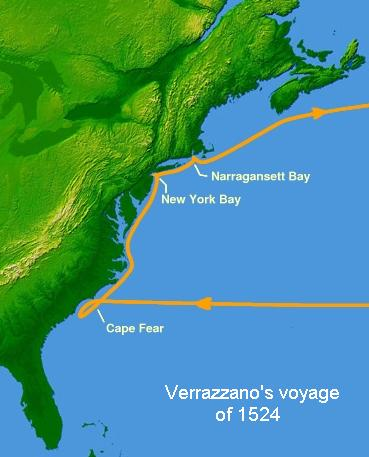
Ruta del viaje de Verrazano en 1524

Este éxito parcial, aunque no encontró el pasaje deseado hasta el océano Pacífico, inspiró el último viaje de Verrazzano que salió nuevamente de Dieppe en la primavera de 1528.

### Tercer viaje
En 1528, durante su tercer viaje a América del Norte, después de navegar por la Florida, las Bahamas y las Antillas Menores, Verrazzano ancló lejos de la orilla y remó a tierra, probablemente en la isla de Guadalupe. Allí fue muerto por los nativos caribes que la habitaban. La flota de dos o tres barcos estaba anclada más allá del alcance de sus cañones y nadie pudo responder a tiempo.

## Reputación

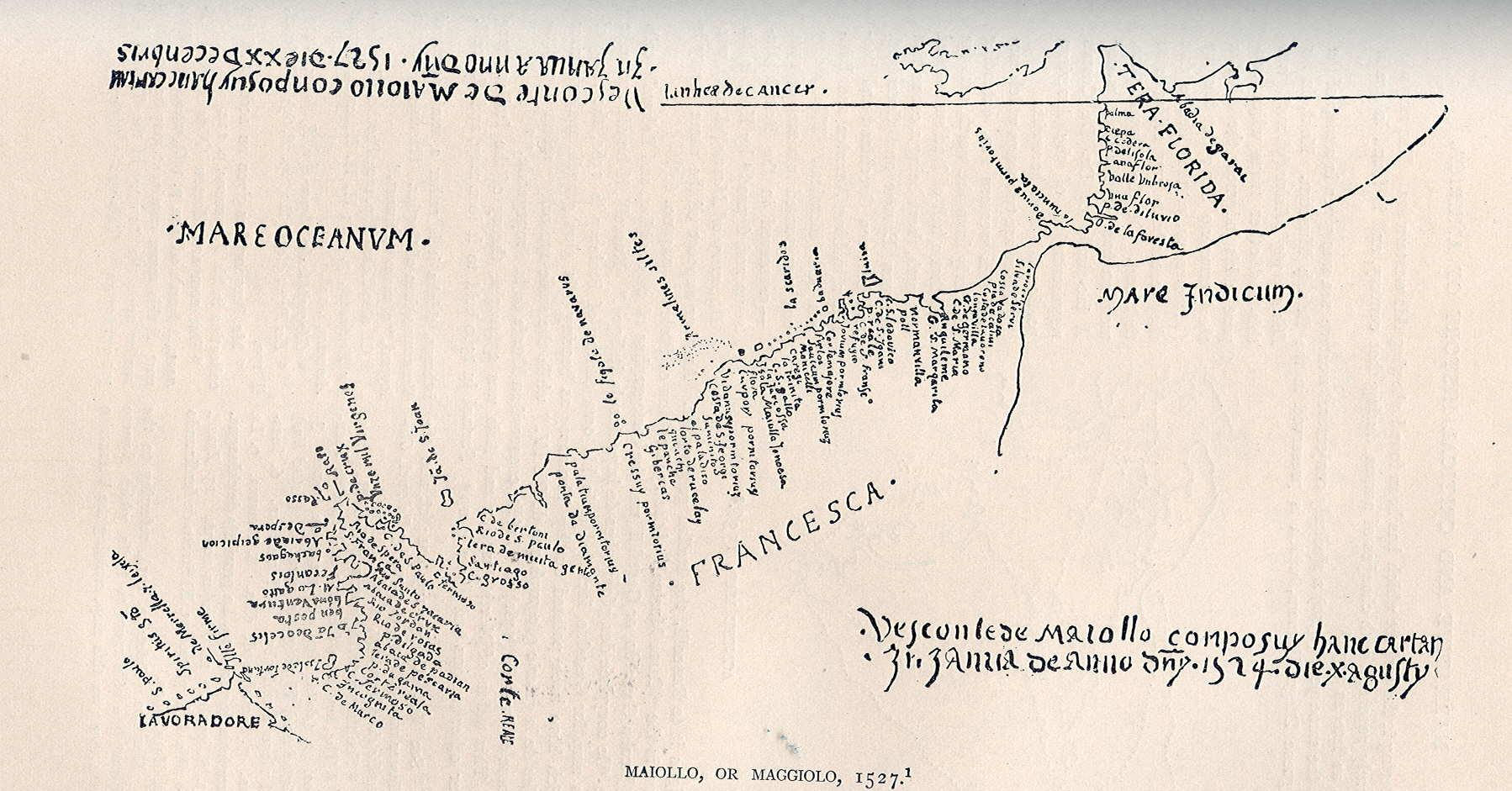
Mapa de Visconte Maggiolo de 1527 que muestra la costa este de América del Norte con «Tera florida» en la parte superior y «Lavoradore» (Labrador) en la parte inferior. La información, supuestamente, procede del viaje de Giovanni da Verrazano de 1524 (Biblioteca Ambrosiana de Milán, Italia).

Verrazzano alcanzó menos fama que otros exploradores y conquistadores de su época como Hernán Cortés o Fernando de Magallanes. Ninguno de los nombres con que bautizó los accidentes costeros que descubrió ha perdurado.
En los siglos XIX y principios del XX hubo un gran debate en los Estados Unidos sobre la autenticidad de las cartas que escribió a Francisco I describiendo la geografía, la flora, la fauna y la población nativa de la costa este de América del Norte. Desde el estudio de Lawrence Wroth se aceptan casi universalmente como auténticas, especialmente después del descubrimiento de una carta firmada por Francisco I en la que menciona una carta de Verrazzano.Sin embargo, trabajos recientes han vuelto a arrojar dudas sobre la autenticidad de dichas cartas, considerándolas una invención de la corte francesa. Otro investigador ha atribuido a Verrazzano una conexión con Leonardo da Vinci.

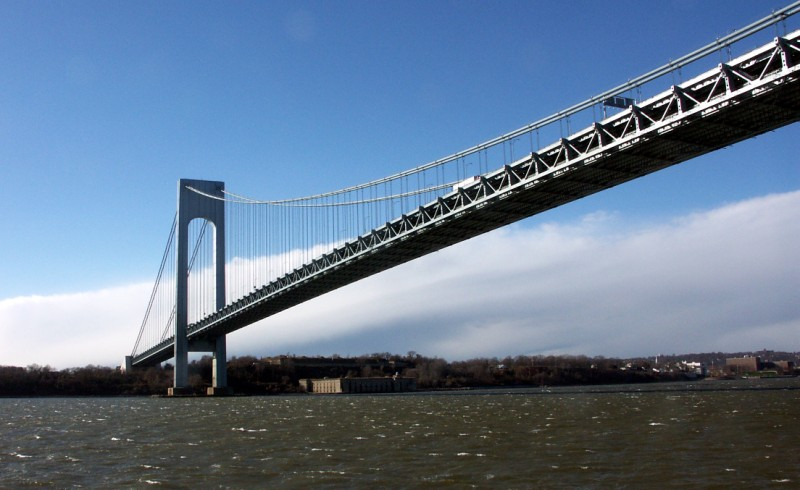
El puente Verrazano Narrows, en Nueva York

Verrazzano era particularmente desconocido en la ciudad de Nueva York, en la que tradicionalmente se consideraba al viaje de Henry Hudson de 1609 bajo pabellón holandés como el inicio de la exploración europea de la región. En los años 1950 y 1960, la comunidad italoestadounidense realizó un gran esfuerzo por reivindica la figura de Verrazzano y logó que el recién construido puente de Narrows llevara su nombre. También un ferry de Staten Island que sirvió en Nueva York desde 1950 a la década de 1990 fue nombrado en su honor (curiosamente, el ferry fue nombrado «Verrazzano», mientras el puente era nombrado «Verrazano», lo que indica la confusión sobre la ortografía de su nombre). Existen numerosas conmemoraciones del explorador en Staten Island, lo que refleja no sólo su relación con Staten Island, sino también el gran número de descendientes de italianos que viven allí. 
En la bahía de Narragansett, el puente Jamestown Verrazano también se nombra en su honor, así como el puente Verrazano de Maryland.